# Tuunaanselkä
Tuunaanselkä är en del av en sjö i Finland.   Den ligger i landskapet Södra Savolax, i den sydöstra delen av landet, 280 km nordost om huvudstaden Helsingfors. Tuunaanselkä ligger 62 meter över havet.